# Eremocosta fusca
Espèce
Synonymes
- Eremorhax fuscus Muma, 1986

Eremocosta fusca est une espèce de solifuges de la famille des Eremobatidae.

## Distribution
Cette espèce est endémique du Mexique. Elle se rencontre en Oaxaca et au Morelos.

## Description
Le mâle holotype mesure 25,0 mm et la femelle paratype 26,0 mm.

## Publication originale
- Muma, 1986 : New species and records of Solpugidae (Arachnida) from Mexico, Central America, and the West Indies. Novitates Arthropodae, vol. 2, no 3, p. 1-31 (texte intégral).